# Szkoła przy ul. Dąbrowskiego 73 w Poznaniu

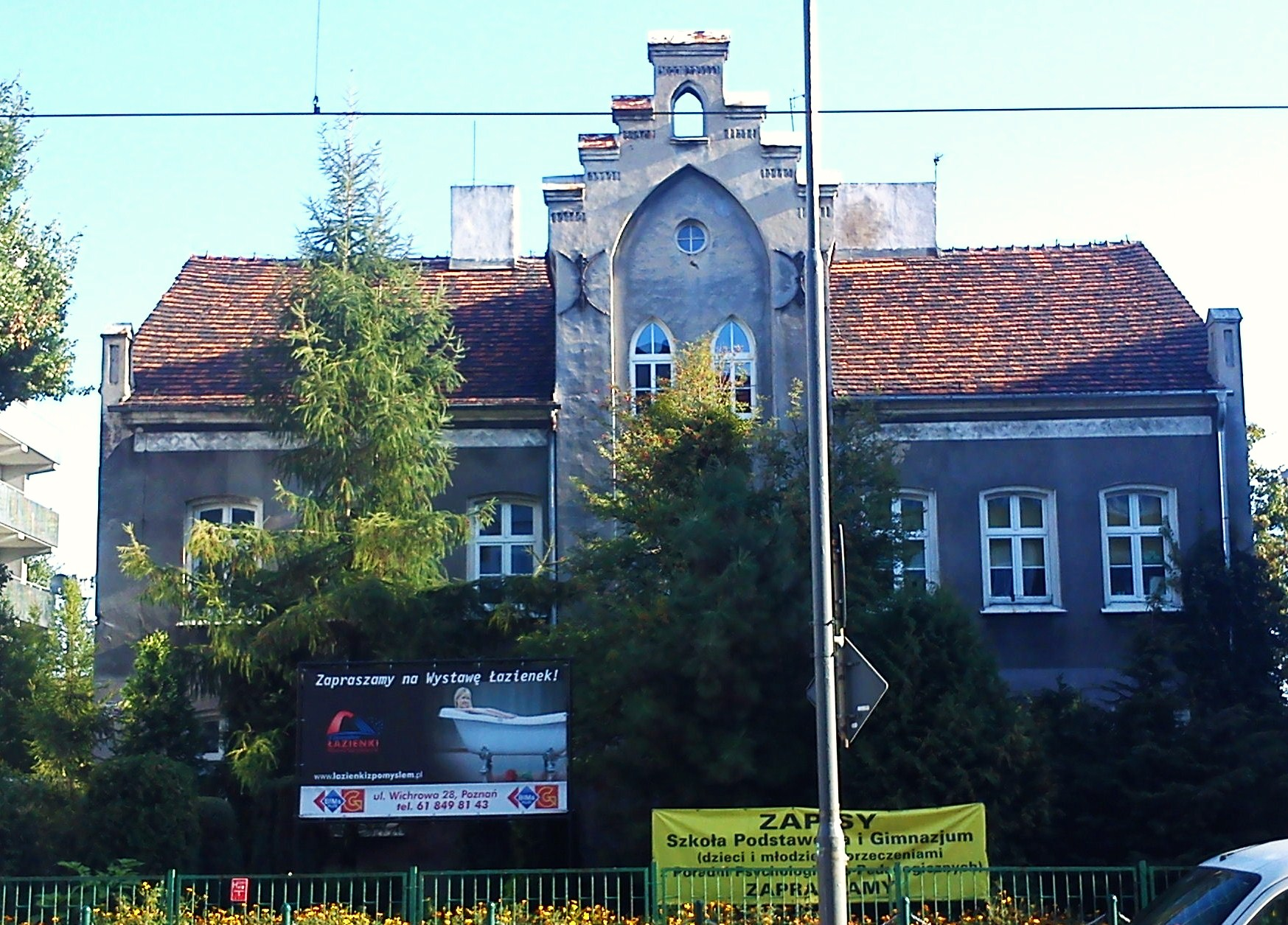
Budynek neogotycki

Szkoła przy ul. Dąbrowskiego 73 – budynek szkolny zlokalizowany w Poznaniu, na Jeżycach, przy ul. Dąbrowskiego 73.

## Historia
Budynek reprezentuje typowy przykład szkoły gminnej, jakie powstawały na poznańskich przedmieściach w 2. połowie XIX wieku, przed włączeniem w granice miasta. Pierwszy (piętrowy) obiekt powstał w latach 70. XIX wieku i posiadał cztery izby lekcyjne rozdzielone sienią. Z uwagi na gwałtowny rozwój Jeżyc, w latach 1880-1881, powstał nowy gmach, według projektu Wilhelma Drwitza. Reprezentuje on skromne formy neogotyckie i jest zlokalizowany bliżej ul. Dąbrowskiego, czyli ówczesnej głównej szosy wylotowej na Berlin.
Obecnie budynek mieści Zespół Szkół Specjalnych nr 107 im. Arkadego Fiedlera (wcześniej Szkoły Podstawowe nr 16 i 23). Zespół rozpoczął działalność 1 września 1965, a w zmodernizowanym budynku od kwietnia 1966. Organizatorką placówki była Stefania Moder. Szkoła współpracowała z Uniwersytetem im. Adama Mickiewicza w zakresie nauczania dzieci głębiej upośledzonych. W obiektach działa też Gimnazjum Specjalne nr 107.

## Dyrektorzy
- Stefania Moder (1965-1985),
- Stanisław Szymaś (1985-1990),
- Danuta Szymaś (1991-2009),
- Ryszard Koterba (2009-2010),
- Anna Paluszkiewicz (od 2010).